# Miss Davis
Miss Davis (c. 1726 - après 1755) est une chanteuse, musicienne et compositrice née à Dublin, en Irlande. Son père était joueur de clavecin, et sa mère était une chanteuse qui a fait la promotion de sa fille comme enfant prodige. Miss Davis fit ses débuts à Londres le 10 mai 1745. Plus tard, elle a écrit et chanté ses propres chants donc aucune trace n'est parvenue jusque nous.
En 1755, le Dublin Journal a publié un avis annonçant que Miss Davis avait pris sa retraite de la scène, mais qu'elle  continuait à enseigner aux dames. Elle serait morte à Dublin.